# Bezirksgemeinde Saulkrasti
Die Bezirksgemeinde Saulkrasti (lettisch Saulkrastu novads) – wie alle Novadi Lettlands in rechtlichem Sinne eine Großgemeinde – ist eine kleine Bezirksgemeinde nordöstlich von Lettlands Hauptstadt Riga in der historischen Landschaft Vidzeme. Ihr Verwaltungssitz ist in Saulkrasti.
Die Bezirksgemeinde entstand im Rahmen einer Verwaltungsreform zum 1. Juli 2021 durch den Zusammenschluss des alten Bezirks Saulkrasti mit dem Bezirk Sēja.

## Geografie
Das Gebiet grenzt im Westen an den Rigaischen Meerbusen, im Norden an die Bezirksgemeinde Limbaži, im Osten an die Bezirksgemeinde Sigulda und im Süden an die Bezirksgemeinde Ādaži.
Der Fluss Gauja bildet die südliche Bezirksgemeindegrenze. Im Südosten ragt ein kleiner Teil des Nationalparks Gauja in die Bezirksgemeinde.

## Gliederung
Die Bezirksgemeinde umfasst die Stadt (pilsēta) Saulkrasti sowie die beiden Gemeinden (pagasti) Saulkrasti (Land) und Sēja.

## Verkehr
Wichtigste Straßenverbindung ist die Staatsstraße A1 von Riga nach Ainaži am Grenzübergang nach Estland, die Teil der Europastraße 67 ist. Im Südosten quert die A3, Teil der Europastraße 264, von Inčukalns nach Valka, ebenfalls ein Grenzübergang nach Estland, auf einem kurzen Stück den Bezirk.
Durch die Bezirksgemeinde verläuft die Bahnstrecke Zemitāni–Skulte mit Haltepunkten in Inčupe, Pabaži, Saulkrasti und Ķīšupe.